# Messiah (zespół muzyczny)
Messiah - jest to death/thrashmetalowy zespół, który powstał w 1984 w miejscowości Baar w Szwajcarii.

## Muzycy

### Ostatni znany skład zespołu
- R. B. Broggi - gitara
- Andy Kaina - wokal
- Patrick Hersche - gitara basowa
- Steve Karrer - perkusja

### Byli członkowie zespołu
- Reto Wilhelm Kühne - wokal, gitara basowa
- Rolf Heer - perkusja
- Christofer Johnsson - wokal (Carbonized, Demonoid, Therion, ex-Liers in Wait)
- Andre Steiner - gitara
- Dave Philips - gitara basowa
- Pete Schuler - perkusja
- VO Pulver - gitara
- Oliver Kohl - gitara basowa

## Dyskografia

### Albumy studyjne
- Hymn to Abramelin (1986)
- Extreme Cold Weather (1987)
- Choir of Horrors (1991)
- Rotten Perish (1992)
- Underground (1994)

### EP
- Psychomorphia (1990)
- The Ballad of Jesus (1994)

### Kompilacje
- Powerthrash / The Infernal Thrashing (2004)

### DVD
- 20 Years of Infernal Thrashing Madness (2004)

### Dema
- Demo 1984 (1984)
- Infernal Thrashing (1985)
- Powerthrash (1985)
- Live Baar (1985)
- Extreme Cold Weather (1986)